# 3e étape du Tour de France 2001
Pour un article plus général, voir Tour de France 2001.
La 3e étape du Tour de France 2001 a eu lieu le 10 juillet 2001 entièrement en Belgique entre Anvers et Seraing sur une distance de 198,5 km. Elle a été remportée par l'Allemand Erik Zabel (Deutsche Telekom devant le Français Emmanuel Magnien (La Française des jeux) et l'Italien Stefano Garzelli (Mapei-Quick Step). L'Australien Stuart O'Grady s'empare du maillot jaune à l'issue de l'étape.

## Classement de l'étape
| \| Classement de l'étape \| Classement de l'étape \| Classement de l'étape \| Classement de l'étape \| Classement de l'étape \| \| Coureur \| Coureur \| Pays \| Équipe \| Temps \| \| --------------------- \| --------------------- \| --------------------- \| --------------------- \| --------------------- \| \| 1er \| Erik Zabel \| Allemagne \| Deutsche Telekom \| 4 h 34 min 32 s \| \| 2e \| Emmanuel Magnien \| France \| La Française des jeux \| + 0 s \| \| 3e \| Stefano Garzelli \| Italie \| Mapei-Quick Step \| + 0 s \| \| 4e \| Fabio Baldato \| Italie \| Fassa Bortolo \| + 0 s \| \| 5e \| François Simon \| France \| Bonjour \| + 0 s \| \| 6e \| Guennadi Mikhailov \| Russie \| Lotto-Adecco \| + 0 s \| \| 7e \| Christophe Capelle \| France \| BigMat-Auber 93 \| + 0 s \| \| 8e \| Franck Bouyer \| France \| Bonjour \| + 0 s \| \| 9e \| Serge Baguet \| Belgique \| Lotto-Adecco \| + 0 s \| \| 10e \| Lance Armstrong \| États-Unis \| US Postal Service \| DQ \| |                    |            |                       |                 |
| |                    |            |                       |                 |
| |                    |            |                       |                 |
| Classement de l'étape |                    |            |                       |                 |
| Coureur | Coureur            | Pays       | Équipe                | Temps           |
| 1er | Erik Zabel         | Allemagne  | Deutsche Telekom      | 4 h 34 min 32 s |
| 2e | Emmanuel Magnien   | France     | La Française des jeux | + 0 s           |
| 3e | Stefano Garzelli   | Italie     | Mapei-Quick Step      | + 0 s           |
| 4e | Fabio Baldato      | Italie     | Fassa Bortolo         | + 0 s           |
| 5e | François Simon     | France     | Bonjour               | + 0 s           |
| 6e | Guennadi Mikhailov | Russie     | Lotto-Adecco          | + 0 s           |
| 7e | Christophe Capelle | France     | BigMat-Auber 93       | + 0 s           |
| 8e | Franck Bouyer      | France     | Bonjour               | + 0 s           |
| 9e | Serge Baguet       | Belgique   | Lotto-Adecco          | + 0 s           |
| 10e | Lance Armstrong    | États-Unis | US Postal Service     | DQ              |

## Classement général
À la suite de la défaillance du Belge Marc Wauters (Rabobank) dans les derniers kilomètres de l'étape (il perd plus de six minutes), c'est son ancien dauphin l'Australien Stuart O'Grady (Crédit agricole) qui s'empare du maillot jaune de leader. Le nouveau leader du classement général devance le premier porteur de cette édition le Français Christophe Moreau (Festina) de 17 secondes et le Belge Rik Verbrugghe (Lotto-Adecco) de 18 secondes. Avec sa victoire d'étape, l'Allemand Erik Zabel (Deutsche Telekom) grimpe à la huitième place du classement.
| \| Classement général \| Classement général \| Classement général \| Classement général \| Classement général \| \| Coureur \| Coureur \| Pays \| Équipe \| Temps \| \| ------------------ \| ------------------------- \| ------------------ \| ------------------ \| ------------------ \| \| 1er \| Stuart O'Grady \| Australie \| Crédit Agricole \| 14 h 14 min 59 s \| \| 2e \| Christophe Moreau \| France \| Festina \| + 17 s \| \| 3e \| Rik Verbrugghe \| Belgique \| Lotto-Adecco \| + 18 s \| \| 4e \| Jens Voigt \| Allemagne \| Crédit Agricole \| + 20 s \| \| 5e \| Igor González de Galdeano \| Espagne \| ONCE-Eroski \| + 20 s \| \| 6e \| Bobby Julich \| États-Unis \| Crédit Agricole \| + 21 s \| \| 7e \| Lance Armstrong \| États-Unis \| US Postal Service \| DQ \| \| 8e \| Erik Zabel \| Allemagne \| Deutsche Telekom \| + 23 s \| \| 9e \| Jan Ullrich \| Allemagne \| Deutsche Telekom \| + 24 s \| \| 10e \| Florent Brard \| France \| Festina \| + 24 s \| |                           |            |                   |                  |
| |                           |            |                   |                  |
| |                           |            |                   |                  |
| Classement général |                           |            |                   |                  |
| Coureur | Coureur                   | Pays       | Équipe            | Temps            |
| 1er | Stuart O'Grady            | Australie  | Crédit Agricole   | 14 h 14 min 59 s |
| 2e | Christophe Moreau         | France     | Festina           | + 17 s           |
| 3e | Rik Verbrugghe            | Belgique   | Lotto-Adecco      | + 18 s           |
| 4e | Jens Voigt                | Allemagne  | Crédit Agricole   | + 20 s           |
| 5e | Igor González de Galdeano | Espagne    | ONCE-Eroski       | + 20 s           |
| 6e | Bobby Julich              | États-Unis | Crédit Agricole   | + 21 s           |
| 7e | Lance Armstrong           | États-Unis | US Postal Service | DQ               |
| 8e | Erik Zabel                | Allemagne  | Deutsche Telekom  | + 23 s           |
| 9e | Jan Ullrich               | Allemagne  | Deutsche Telekom  | + 24 s           |
| 10e | Florent Brard             | France     | Festina           | + 24 s           |

## Classements annexes
| Classement par points | Classement par points | Classement par points | Classement par points | Classement par points |
| Coureur               | Coureur               | Pays                  | Équipe                | Points                |
| --------------------- | --------------------- | --------------------- | --------------------- | --------------------- |
| 1er                   | Erik Zabel            | Allemagne             | Deutsche Telekom      | 75 pts                |
| 2e                    | Jaan Kirsipuu         | Estonie               | AG2R Prévoyance       | 47 pts                |
| 3e                    | Stuart O'Grady        | Australie             | Crédit Agricole       | 45 pts                |
| 4e                    | Christophe Capelle    | France                | BigMat-Auber 93       | 45 pts                |
| 5e                    | Marc Wauters          | Belgique              | Rabobank              | 35 pts                |

| Classement par points | Classement par points | Classement par points | Classement par points | Classement par points |
| Coureur               | Coureur               | Pays                  | Équipe                | Points                |
| --------------------- | --------------------- | --------------------- | --------------------- | --------------------- |
| 1er                   | Erik Zabel            | Allemagne             | Deutsche Telekom      | 75 pts                |
| 2e                    | Jaan Kirsipuu         | Estonie               | AG2R Prévoyance       | 47 pts                |
| 3e                    | Stuart O'Grady        | Australie             | Crédit Agricole       | 45 pts                |
| 4e                    | Christophe Capelle    | France                | BigMat-Auber 93       | 45 pts                |
| 5e                    | Marc Wauters          | Belgique              | Rabobank              | 35 pts                |

| Classement de la montagne | Classement de la montagne | Classement de la montagne | Classement de la montagne | Classement de la montagne |
| Coureur                   | Coureur                   | Pays                      | Équipe                    | Points                    |
| ------------------------- | ------------------------- | ------------------------- | ------------------------- | ------------------------- |
| 1er                       | Benoît Salmon             | France                    | AG2R Prévoyance           | 20 pts                    |
| 2e                        | Nicolas Jalabert          | France                    | CSC-Tiscali               | 10 pts                    |
| 3e                        | Jacky Durand              | France                    | La Française des jeux     | 10 pts                    |
| 4e                        | Marcos Serrano            | Espagne                   | ONCE-Eroski               | 7 pts                     |
| 5e                        | Laurent Brochard          | France                    | Jean Delatour             | 7 pts                     |

| Classement de la montagne | Classement de la montagne | Classement de la montagne | Classement de la montagne | Classement de la montagne |
| Coureur                   | Coureur                   | Pays                      | Équipe                    | Points                    |
| ------------------------- | ------------------------- | ------------------------- | ------------------------- | ------------------------- |
| 1er                       | Benoît Salmon             | France                    | AG2R Prévoyance           | 20 pts                    |
| 2e                        | Nicolas Jalabert          | France                    | CSC-Tiscali               | 10 pts                    |
| 3e                        | Jacky Durand              | France                    | La Française des jeux     | 10 pts                    |
| 4e                        | Marcos Serrano            | Espagne                   | ONCE-Eroski               | 7 pts                     |
| 5e                        | Laurent Brochard          | France                    | Jean Delatour             | 7 pts                     |

| Classement du meilleur jeune | Classement du meilleur jeune | Classement du meilleur jeune | Classement du meilleur jeune | Classement du meilleur jeune |
| Coureur                      | Coureur                      | Pays                         | Équipe                       | Temps                        |
| ---------------------------- | ---------------------------- | ---------------------------- | ---------------------------- | ---------------------------- |
| 1er                          | Florent Brard                | France                       | Festina                      | 14 h 15 min 23 s             |
| 2e                           | Jörg Jaksche                 | Allemagne                    | ONCE-Eroski                  | + 11 s                       |
| 3e                           | José Iván Gutiérrez          | Espagne                      | ONCE-Eroski                  | + 19 s                       |
| 4e                           | Nicolas Vogondy              | France                       | La Française des jeux        | + 22 s                       |
| 5e                           | Ivan Basso                   | Italie                       | Fassa Bortolo                | + 24 s                       |

| Classement du meilleur jeune | Classement du meilleur jeune | Classement du meilleur jeune | Classement du meilleur jeune | Classement du meilleur jeune |
| Coureur                      | Coureur                      | Pays                         | Équipe                       | Temps                        |
| ---------------------------- | ---------------------------- | ---------------------------- | ---------------------------- | ---------------------------- |
| 1er                          | Florent Brard                | France                       | Festina                      | 14 h 15 min 23 s             |
| 2e                           | Jörg Jaksche                 | Allemagne                    | ONCE-Eroski                  | + 11 s                       |
| 3e                           | José Iván Gutiérrez          | Espagne                      | ONCE-Eroski                  | + 19 s                       |
| 4e                           | Nicolas Vogondy              | France                       | La Française des jeux        | + 22 s                       |
| 5e                           | Ivan Basso                   | Italie                       | Fassa Bortolo                | + 24 s                       |

| Classement par équipes | Classement par équipes | Classement par équipes | Classement par équipes |
| Équipe                 | Équipe                 | Pays                   | Temps                  |
| ---------------------- | ---------------------- | ---------------------- | ---------------------- |
| 1re                    | Crédit Agricole        | France                 | 42 h 45 min 39 s       |
| 2e                     | Festina                | France                 | + 10 s                 |
| 3e                     | ONCE-Eroski            | Espagne                | + 39 s                 |
| 4e                     | US Postal Service      | États-Unis             | + 46 s                 |
| 5e                     | Kelme-Costa Blanca     | Espagne                | + 49 s                 |

| Classement par équipes | Classement par équipes | Classement par équipes | Classement par équipes |
| Équipe                 | Équipe                 | Pays                   | Temps                  |
| ---------------------- | ---------------------- | ---------------------- | ---------------------- |
| 1re                    | Crédit Agricole        | France                 | 42 h 45 min 39 s       |
| 2e                     | Festina                | France                 | + 10 s                 |
| 3e                     | ONCE-Eroski            | Espagne                | + 39 s                 |
| 4e                     | US Postal Service      | États-Unis             | + 46 s                 |
| 5e                     | Kelme-Costa Blanca     | Espagne                | + 49 s                 |